# Toyota Corolla Rumion
La Toyota Corolla Rumion est une voiture produite par le constructeur automobile japonaise Toyota, lancée en novembre 2007.
Ce modèle se distingue par une ligne plutôt cubique, lui donnant un peu l'apparence d'une grosse Toyota bB. Elle succédait à la Toyota Corolla Spacio, qui fut vendue, en Europe entre 2001 et 2004 sous l'appellation Toyota Corolla Verso. En Europe, cette dernière n'existait qu'en 5 places, mais se déclinait en 7 places au Japon… ce que ne fait pas la Rumion, qui s'en tient à 5 places.
Ce modèle est également disponible sur le marché nord-Américain sous la marque Scion sous l'appellation Scion xB, mais aussi, depuis 2010, en Australie sous le nom de Toyota Rukus.

## Carrière
La carrière de la Corolla Rumion au Japon est fort décevante. Avec 29 000 ventes en 2008, sa première année pleine, elle y réalise un score assez modeste, loin derrière les 115 000 ventes du reste de la gamme Corolla. En 2010, il s'est vendu à peine 17 000 Corolla Rumion au Japon, puis moins de 7 000 en 2012.

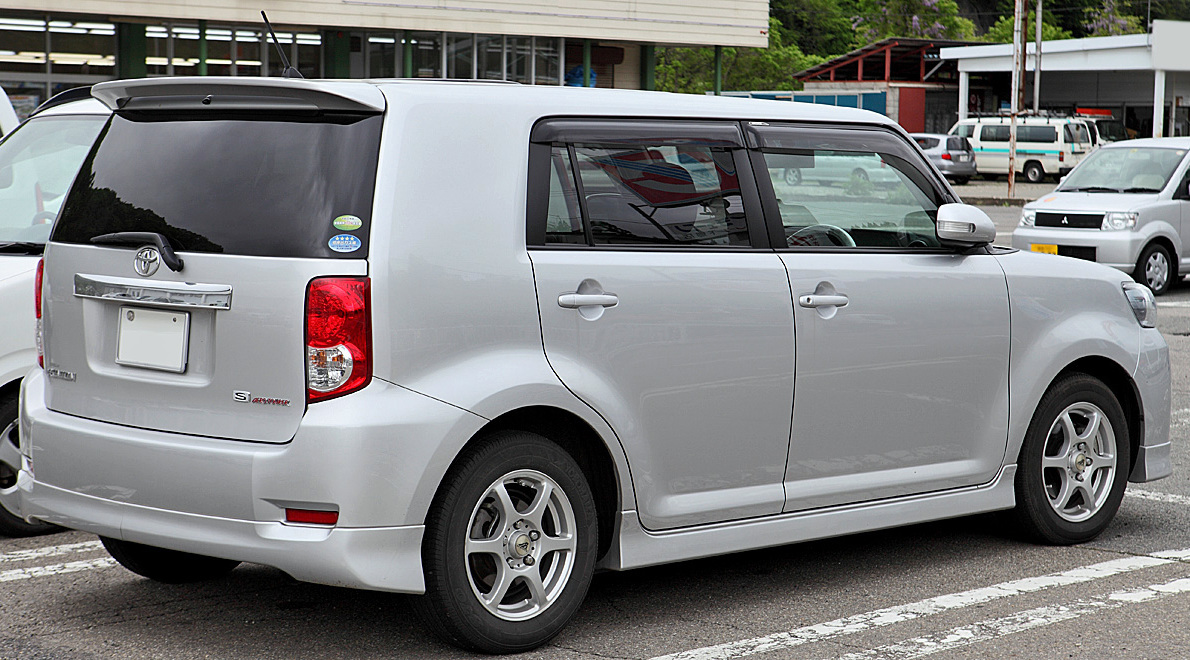
Toyota Corolla Rumion
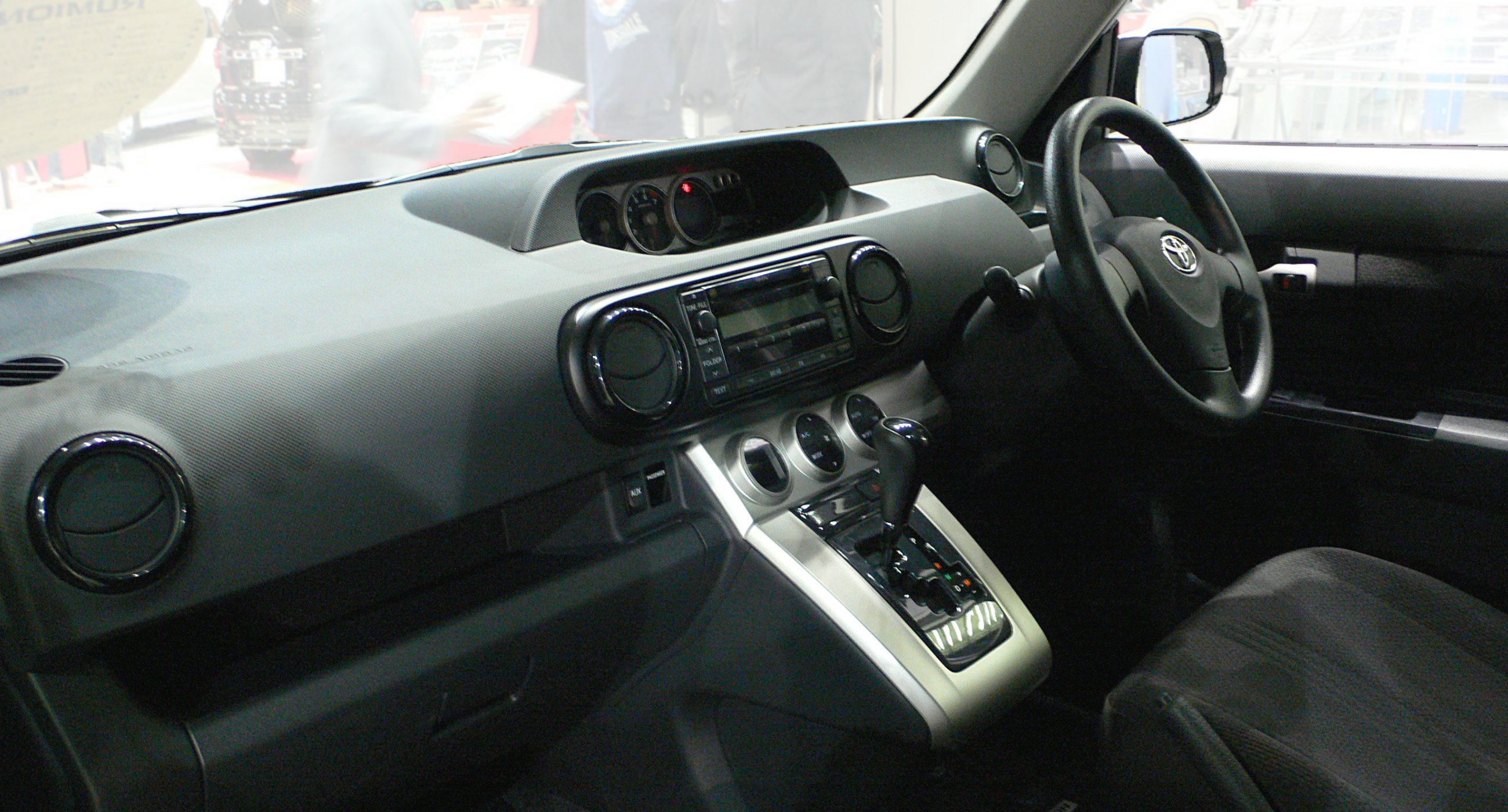
Toyota Corolla Rumion (intérieur)
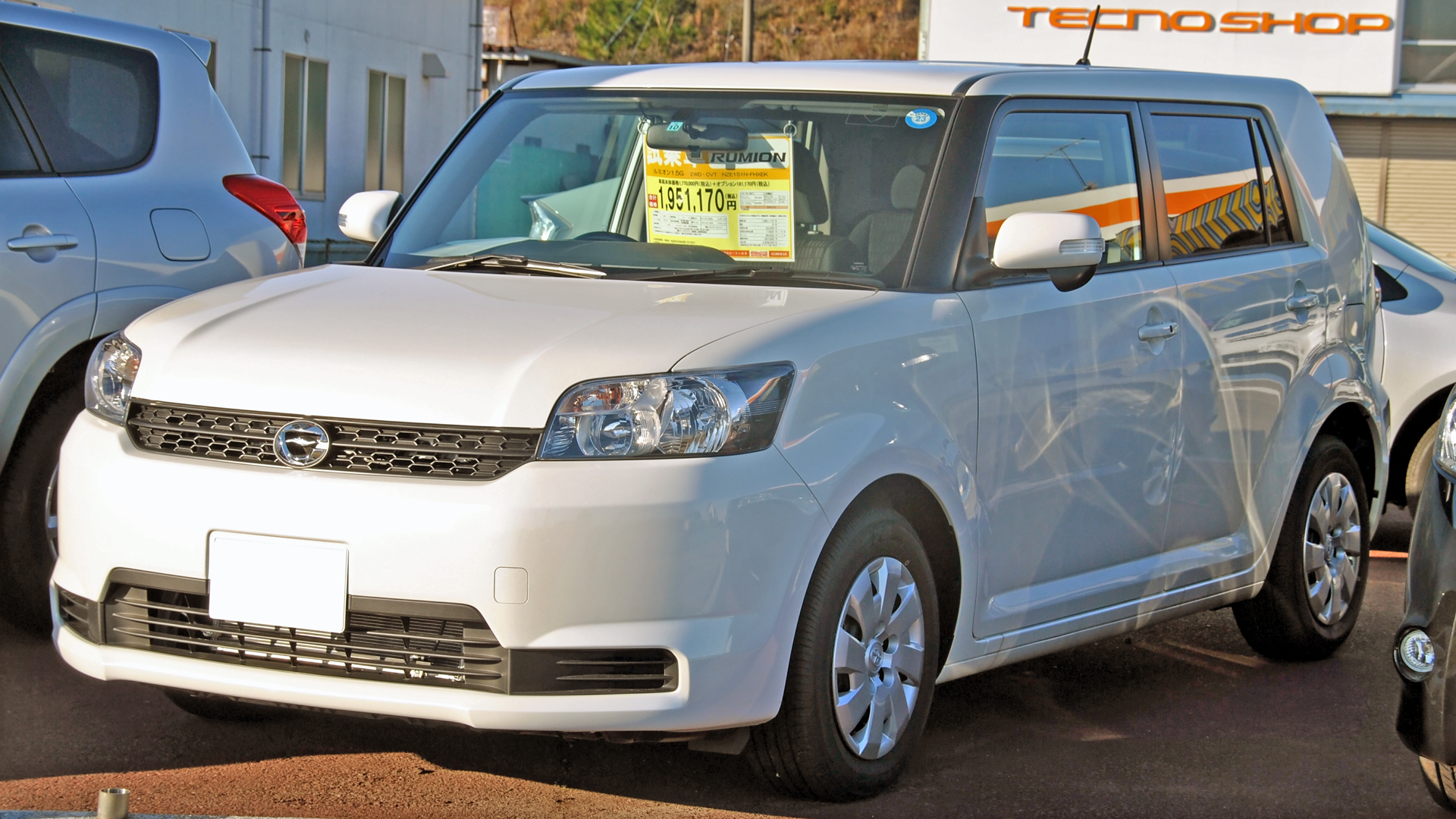
Toyota Corolla Rumion phase 2
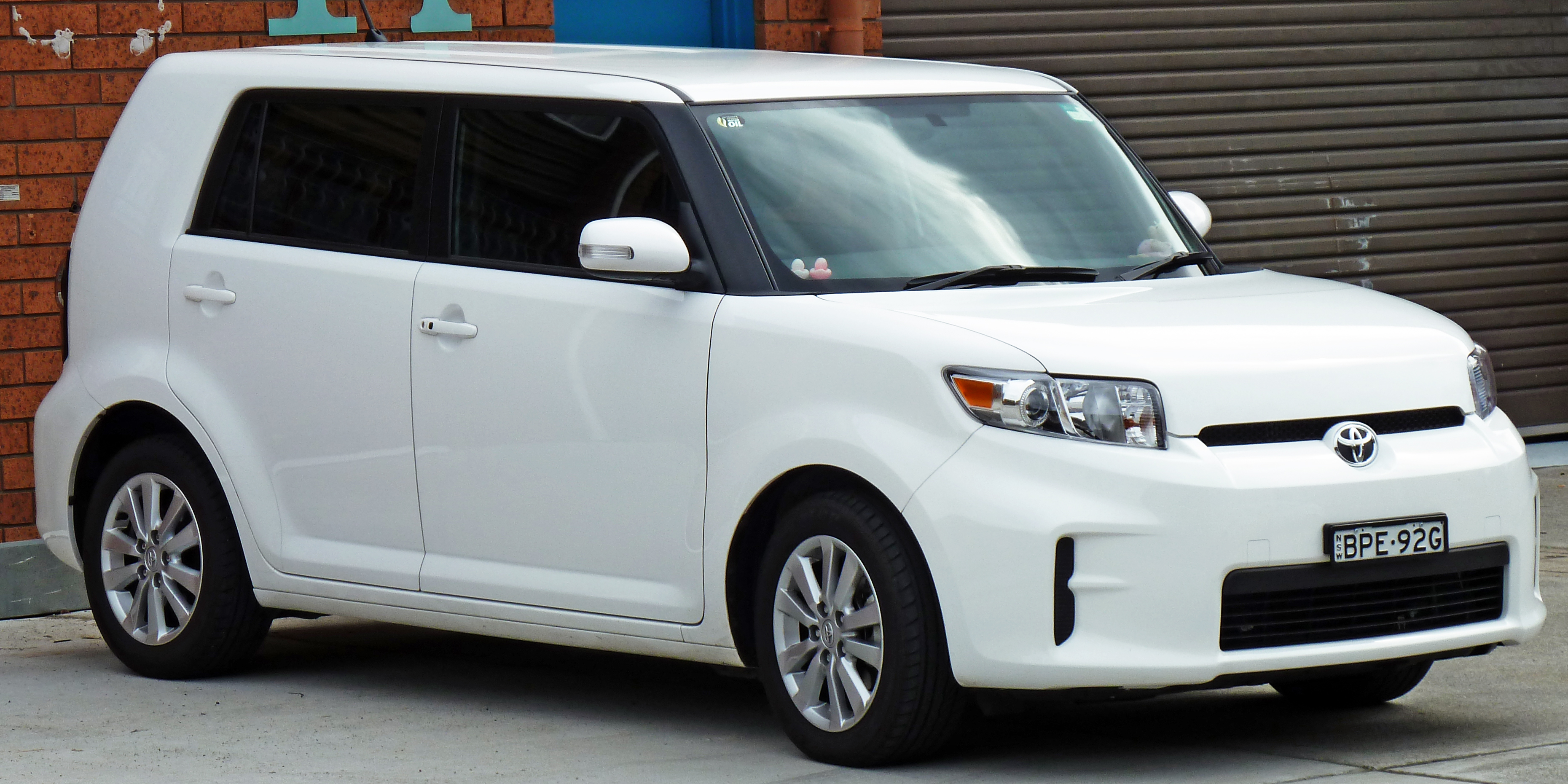
Toyota Rukus
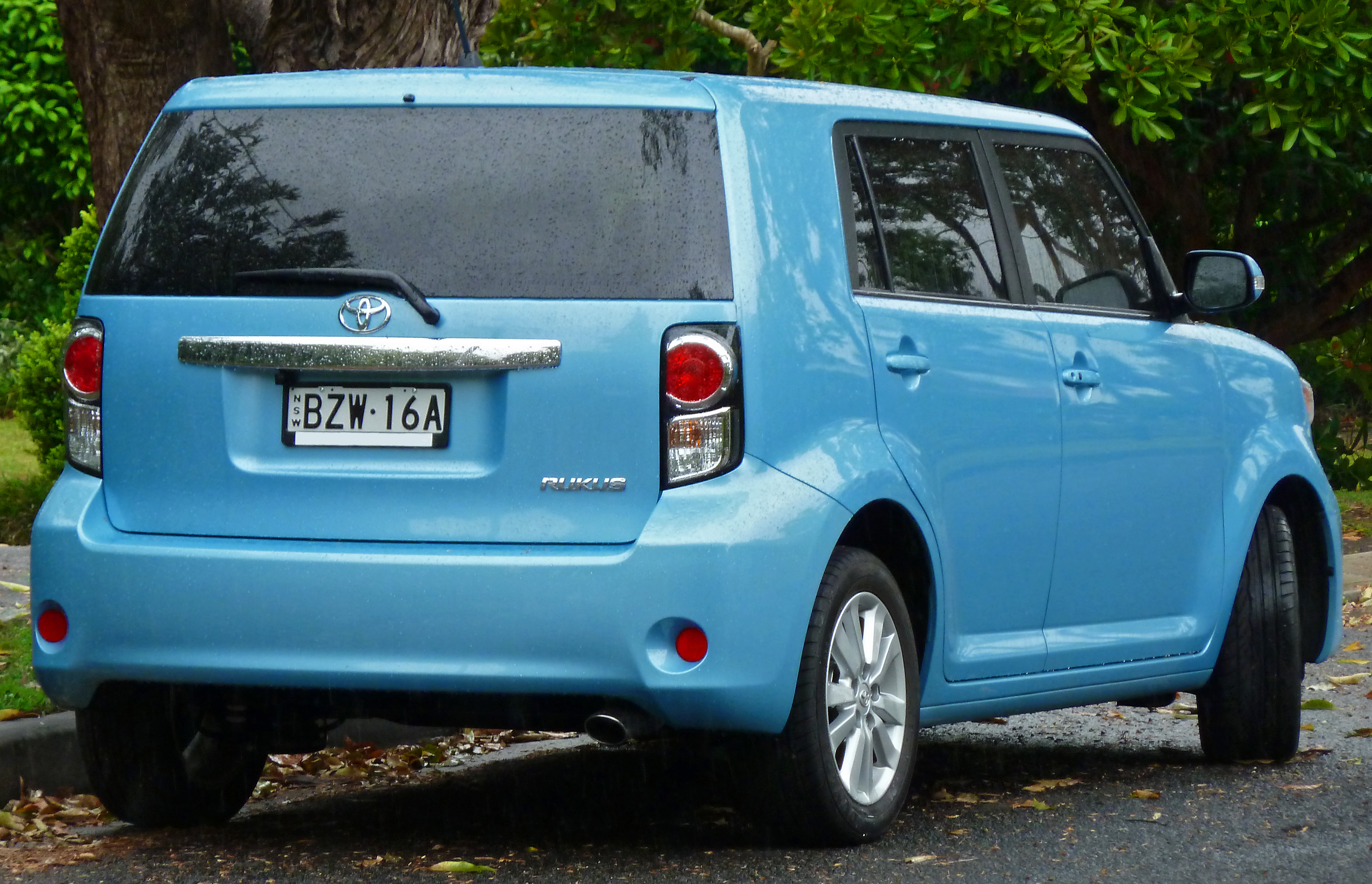
Toyota Rukus

## Autres utilisations de l'appellation Rumion
Dès 2022, dans le cadre du partenariat entre Toyota et Suzuki, Toyota commercialise sur de nombreux marchés émergents un Suzuki Ertiga de troisième génération rebadgé sous le nom Toyota Rumion.